# Augustiniánský klášter v Jaroměři
Augustiniánský klášter svatého Apolináře v Jaroměři (též klášter augustiniánů kanovníků, latinsky Monasterium sancti Appollinaris in Jarmirensis canonicorum regularium sancti Augustini) je někdejší konvent řádu augustiniánů kanovníků v Jaroměři. Náležel do jurisdikce královéhradeckého arciděkanátu v pražské arcidiecézi v tehdejším Hradeckém kraji Království českého.

## Historie
Augustiniánský klášter v Jaroměři byl založen v roce 1349 prvním pražským arcibiskupem Arnoštem z Pardubic. Po klášteře v Roudnici nad Labem to byl druhý augustiniánský klášter v Čechách. 
Klášterní budova pro osm kanovníků a proboštství a přidružený kostel Panny Marie byly postaveny za městskými hradbami na Pražském předměstí. Kanovníkům byla zároveň svěřena pastorační péče o farní kostel svatého Mikuláše, který se nacházel v městských hradbách. Do té doby veškerá práva a příjmy byly podřízeny kapitule Všech svatých na Pražském hradě a jaroměřický konvent musel pražské kapitule platit ročně 24 kop pražských grošů, případně odpovídající hodnotu v naturáliích.
Teprve v roce 1358 dal papež Inocenc VI. souhlas s přestavbou farního kostela svatého Mikuláše na klášterní kostel. Kvůli vzdálenosti mezi klášterem a farním kostelem požádali kanovníci arcibiskupa Zbyňka Zajíce z Házmburka o povolení postavit nové klášterní budovy u farního kostela ve městě. Ten krátce po svém nástupu do úřadu biskup 5. května 1404 projekt schválil a převedl majetek kostela Panny Marie na farní kostel sv. Mikuláše. Zároveň zavázal kanovníky, aby sloužili sv. mše v kostele Panny Marie za tam pohřbené. 
Po přestěhování do města začali kanovníci kolem roku 1410 stavět nový kostel na místě předchozího kostela sv. Mikuláše. Počítalo se se síňovou halovou budovou podle vzoru klášterního kostela vratislavského kláštera Na pískách. Dokončení stavba však jako mnoho dalších projektů zmařily husitské války.
Rozsah jmění kláštera není znám. Postupem času získal kanovník obce Malý a Velký Třebešov, Říkov, Nahořany-Doubravici a polesí Mnichovec, které patřily k polesí Království u Německé Brusnice (Deutsch Prausnitz). Za probošta Petra v roce 1404 byly postaveny dvory v Třebešově a v Dolní a Horní Doubravici a pronajaty místním obyvatelům.
15. května 1421 husité dobyli město Jaroměř a klášter vypálili. Kvůli hrozícímu nebezpečí již někteří kanovníci uprchli k augustiniánským kanovníkům v Zaháni ve Zaháňském vévodství. Zbývajících sedm nebo osm kanovníků, probošt Štěpán a dalších 14 kněží, kteří se ukryli v klášteře, byli zaživa upáleni, protože odmítli vyznávat Čtyři artikuly pražské. Vyplývá to z pojednání "De longaevo schizmate" zaháňského probošta Ludolfa, který udržoval čilé kontakty s roudnickými kláštery a zaznamenal podrobnosti událostí od českých uprchlíků. Jedním z přeživších kanovníků byl Remigius, poslední jaroměřský probošt († 1450). Spolu s proboštem Petrem z kláštera Sadská a roudnickým proboštem Matějem Vrabcem (Matthias Sperling) se zúčastnil vizitace vratislavského kláštera Na pískách, kterou biskup Konrád IV. pověřil tehdejší vratislavský generální vikář Petr II. Novák. Vizitace vedla k tomu, že klášter Na pískách opustili kongregaci v Arrouaise a připojili se k roudnické kongregaci.
V roce 1362 uspořádali jaroměřští kanovníci modlitební bratrstvo s mnichy mateřského roudnického kláštera a kladským klášterem, v roce 1376 s kláštery třeboňským a šternberským, v roce 1397 s lanškrounským a fulneckým a roku 1412 v exilu s klášterem Božího Těla v Kazimierzi u Krakova.

### Kostel
Dostavba kostela sv. Mikuláše, započatá v roce 1410, byla v důsledku zničení kláštera za husitských válek dokončena až na počátku 16. století ve zmenšené podobě. Z doby kolem roku 1410 se dochoval pouze bohatě zdobený hlavní portál. Kostel Panny Marie před městskými hradbami již nebyl obnoven.

## Probošti
- Petr (1349–1371)
- Jakub (1371–1418)
- Štěpán (1418–1421)
- roudnická nekrologie uvádí (bez uvedení roku) ještě probošty: 
  - Konráda
  - Mikuláše.
- Remigius, poslední probošt (zvolen v exilu), zemřel podle roudnického nekrologu dne 8. ledna 1450 ve Vratislavi.